# Pírcing al coll
Un pírcing al coll és un pírcing superficial fet per emular l'aparició d'una mossegada al costat del coll de la persona. Es col·loca una barra a la pell del costat del coll. Quan s'elimina la barra, sembla una mossegada de vampir.
Aquesta perforació també es fa normalment a través de la carn solta a la part posterior del coll, i es coneix com a á pírcing al clatell.

## Joieria
En gairebé tots els casos, les barres rectes són rebutjats en una perforació superficial. Per aquest tipus de pírcing, la joia més adequada és la barra superficial o el corbat.
A causa de la gran mobilitat del coll, la joieria sol ser de tefló. Aquesta joieria és prou flexible per moure's amb el coll. La barra d'acer limita el moviment i causa desgast a la pell.

## Cicatrització
Poc després de la perforació, la zona circumdant és propensa a la inflamació i hemorràgia. El coll continuarà estant inflat durant els dies vinents, i la pell al voltant dels extrems de la perforació serà vermella i inflamada.
El pírcing al coll pot ser rebutjat en el 90% dels casos, degut principalment a l'aparició d'una infecció. La infecció de la perforació es pot evitar amb una adequada cura i neteja durant tot el període de cicatrització.